# 23064 Mattmiller
23064 Mattmiller è un asteroide della fascia principale. Scoperto nel 1999, presenta un'orbita caratterizzata da un semiasse maggiore pari a 3,0166293 UA e da un'eccentricità di 0,1324963, inclinata di 3,03600° rispetto all'eclittica.